# Lennon–McCartney

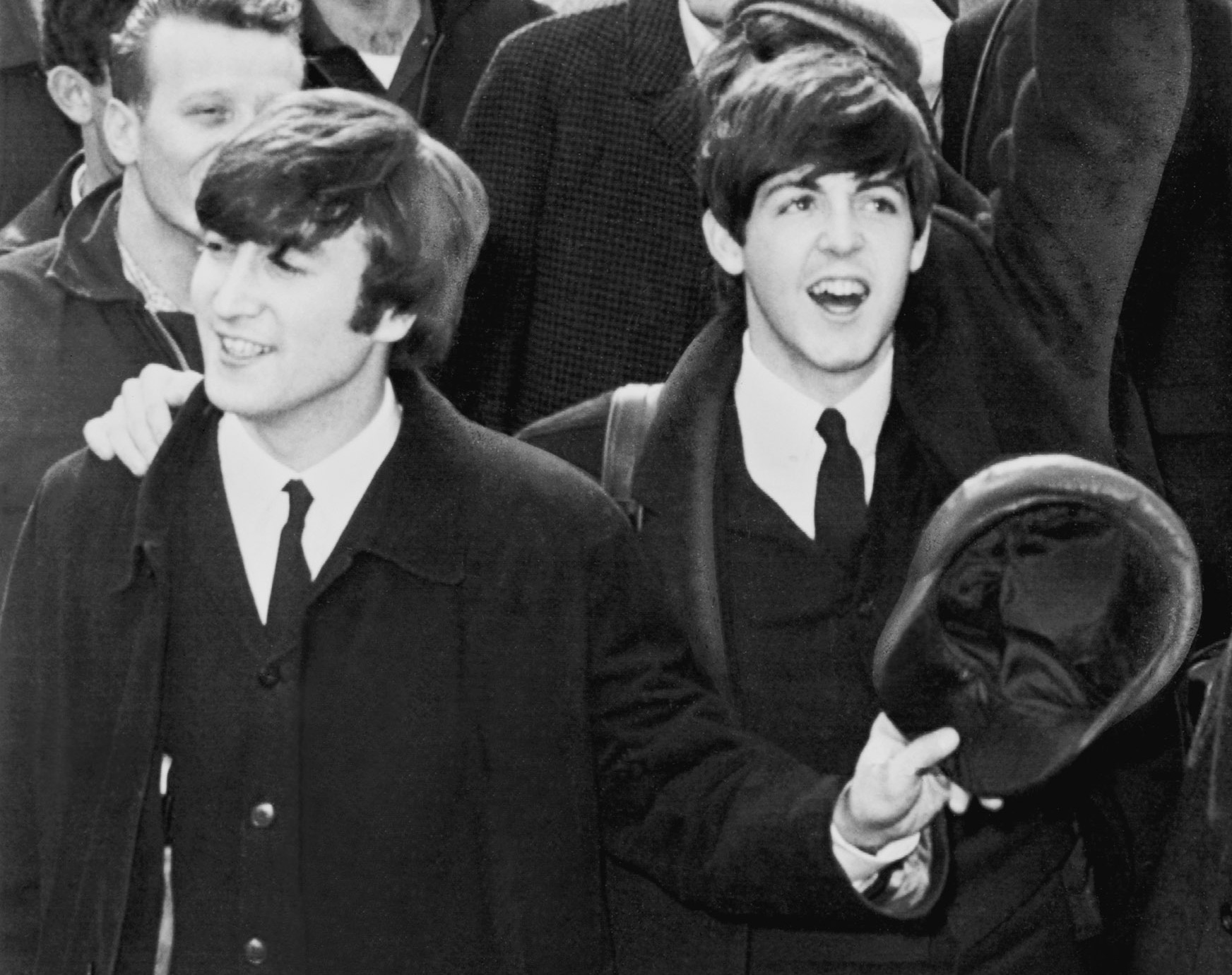
John Lennon och Paul McCartney 1964

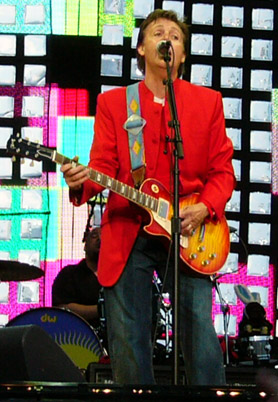
Paul McCartney 2004

Lennon–McCartney eller Lennon/McCartney är en beteckning som avser kompositörerna till ett musikverk. Beatles-medlemmarna John Lennon och Paul McCartney kom tidigt överens om att använda den för alla låtar som de båda tillsammans, eller en av dem, skrev till det gemensamma bandet. Samarbetet dem emellan är ett av de mest framgångsrika låtskrivarsamarbetena någonsin.
John Lennons namn står alltid före Paul McCartneys utom på Beatles andra singel "Please Please Me"/"Ask Me Why" 1963 och gruppens första LP-album, som också hette Please Please Me 1963.

## Samarbetet
John Lennons och Paul McCartneys första musikidoler var The Everly Brothers och Buddy Holly, och de lärde sig många av deras låtar och imiterade deras sound. Parets första låtar skrevs hemma hos McCartney, hos Lennons moster Mimi eller i skolan. De bjöd ofta in sina vänner, till exempel George Harrison, för att de skulle lyssna på när de spelade sina nyskrivna sånger. Ett vanligt missförstånd när det gäller Lennon och McCartney är att de skulle ha skrivit sina egna låtar och sedan bara satt etiketten Lennon–McCartney på låten utan att den andre hjälpt till alls. Även om de ofta skrev låtar var för sig - många Beatles-låtar är till största delen skriven av en av dem - så var det ovanligt att en låt färdigställdes utan något bidrag från båda. I många fall skrev en av dem ett utkast eller ett fragment av en låt för att sedan ge det till den andre att avsluta eller förbättra. I några fall kombinerades två separata låtar som de båda arbetat på till en låt, till exempel A Day in the Life. Ofta lade den ene till en brygga eller ett stick till den andres vers och refräng. Lennon kallade det "Writing eyeball-to-eyeball" och "Playing into each other's noses". Lennon/McCartneys samarbete, där de båda tävlade med varandra och inspirerade varandra samtidigt, anges ofta som en av huvudanledningarna till The Beatles uppfinningsrikedom och framgång.
Lennon och McCartney skrev låtar tillsammans mellan 1958 och 1969, men i stort sett hade de redan omkring 1964/65 övergått till att oftast arbeta helt var för sig när det gällde själva kompositionen och texten (till skillnad från arrangemanget). A Day in The Life är en av relativt få sena Beatleslåtar som är ett genuint samarbete på kompositionsplanet; en del av den skrevs av Lennon, de senare verserna byggde på ett utkast av McCartney. 
Det var ovanligt på 1960-talet att pop-/rockartister hade full förfoganderätt över och copyright (vilket inte är det samma som kompositörscredit) på den musik de skrev, och Beatles var inget undantag. De flesta av deras låtar och inspelningar fram till och med 1967 ägdes av förlag som t.ex. Dick James Music och Lennons/McCartneys rättigheter var begränsade och skulle förbli det långt fram i tiden. Senare kom Michael Jackson att äga stora delar av Beatles sångkatalog.
Duons första framgång som låtskrivare i USA var inte en Beatles-inspelning, utan Del Shannons version av From Me to You. Shannon träffade Beatles i England 1963 och hörde dem framföra melodin, och blev så pass imponerad att han spelade in den. Denna inspelning blev den första i låtskrivarduons produktion som placerade sig på de amerikanska listorna.

## Låtar skrivna till andra artister
På 1960-talet gav Lennon och McCartney bort många låtar till andra artister som behövde ett uppsving i karriären. En del av dessa finns inspelade med the Beatles och utgivna på skivor som Live at the BBC och Anthology 1. Merparten av dessa låtar är till största delen komponerade av McCartney. Undantagen är Bad to Me, I Call Your Name, Hello Little Girl och I'm In Love.
- Billy J. Kramer With The Dakotas — I'll Be on My Way (1963), Bad To Me (1963), I Call Your Name (1963), I'll Keep You Satisfied (1963), From a Window (1964)
- Tommy Quickly — Tip of My Tongue (1963)
- The Fourmost — Hello Little Girl (1963), I'm In Love (1963)
- Cilla Black — Love of the Loved (1963), It's For You (1964), Step Inside Love (1968)
- The Rolling Stones — I Wanna Be Your Man (1963)
- The Strangers with Mike Shannon — One And One Is Two (1964)
- Peter & Gordon — Nobody I Know (1964), A World Without Love (1964), I Don't Want To See You Again (1965)
- The Applejacks — Like Dreamers Do (1964)
- P.J. Proby — That Means a Lot (1965)
- John Foster & Sons Ltd Black Dyke Mills Band — Thingumybob (1968)
- Mary Hopkin — Goodbye (1969)

"Do You Want to Know a Secret?" fattas här, en Lennon-komposition inspelad av Billy J. Kramer 1963, som blev en listetta sommaren 1963. Beatles egen inspelning blev en listetta i USA våren 1964. "I wanna be your man" har komponerats av McCartney och Lennon. "Nobody I Know" och "Tip of My Tongue" är inte McCartney-kompositioner, utan Lennon-kompositioner.